# Vern G. Swanson
Vern Grosvenor Swanson (* Februar 1945 in Central Point, Oregon) ist ein US-amerikanischer Kunsthistoriker und pensionierter Museumsleiter.

## Leben
Swanson hat schwedische Wurzeln. Er ist das jüngste von sechs Kindern des Arbeiters Oscar Swanson und dessen Ehefrau Mildred. Sein Kunstinteresse wurde bereits in der Schule geweckt.
Nach dem Besuch der Highschool folgte von 1964 bis 1969 mit Hilfe eines Fußball-Stipendiums ein Mal- und Zeichenstudium an der Brigham Young University in Provo, Utah. Im Anschluss jobbte er ein Jahr lang in der National Gallery of Art, Washington, D.C., danach in Kunstgalerien in Salt Lake City und in Provo. In Provo lernte er dann seine aus Kanada stammende Ehefrau Elaine Milne kennen. Es folgte eine einjährige Anstellung in einer Kunstgalerie in San Francisco, bevor er mit seiner Frau ins kanadische Calgary zog, wo er seinem Schwiegervater ein Jahr lang auf dem Bau half und semiprofessionell Fußball spielte. Wieder zurück in Salt Lake City folgte ein Masterstudium an der University of Utah bei Robert S. Olpin, das er 1973 abschloss.
Im Anschluss wurde er Assistant Professor für Kunst und Kunstgeschichte an der Auburn University in Alabama. Im April 1975 verstarb seine Frau und der gerade geborene gemeinsame Sohn John Brett. Ein Jahr später ging er zurück nach Utah, wo er seine zweite Frau Judy Nielson kennenlernte, mit der er zwei gemeinsam Töchter hat. 1978 immatrikulierte er sich am Courtauld Institute of Art der University of London, wo er im Fach Kunstgeschichte promovierte.
Von August 1980 bis zu seiner Pensionierung im August 2012 war Swanson Leiter des Springville Museum of Art in Utah. Er ist Autor zahlreicher Veröffentlichungen, darunter mehrere Bücher.
Seit seiner Zurruhesetzung lebt er in Springville und schreibt neben kunsthistorischen auch religiöse und politische Bücher. Ehrenamtlich ist er immer noch für das Springville Museum of Art tätig.

## Veröffentlichungen (Auswahl)
- Vern G. Swanson: Alma-Tadema : the Painter of the Victorian Vision of the Ancient World. Scribner, 1977. ISBN 978-0-6841-5304-9
- Vern G. Swanson, Lawrence Alma-Tadema: The Biography and Catalogue Raisonne of the Paintings of Sir Lawrence Alma-Tadema. Garton and Co Print Dealers and Publishers, 1990. ISBN 978-0-9060-3022-6
- Vern G. Swanson: Hidden Treasures: Russian and Soviet Impressionism 1930-1970s. University of Washington Press, 1994. ISBN 978-0-9617-8825-4
- Vern G. Swanson: John William Godward: The Eclipse of Classicism. Antique Collectors' Club LtdAntique Collectors' Club Ltd., 1998. ISBN 978-1-8514-9270-1
- Vern G. Swanson, William C. Seifrit, Robert S. Olpin: Artists of Utah. Gibbs Smith, Kaysville, Utah, 1999. ISBN 978-0-8790-5905-7
- Vern G. Swanson, Robert S. Olpin, Janie L. Rogers: Utah Art, Utah Artists: 150 Years Survey. Gibbs Smith, Kaysville, Utah, 2001. ISBN 978-1-5868-5111-8
- William C. Seifrit, Robert S. Olpin, Vern G. Swanson: Utah Painting & Sculpture. Gibbs Smith, Kaysville, Utah, 2002. ISBN 978-0-8790-5817-3
- Orrin G. Hatch, A. Valoy Eaton, Vern G. Swanson: In Natural Light. Gibbs Smith, Kaysville, Utah, 2003. ISBN 978-1-5868-5283-2
- Vern G. Swanson: Dynasty of the Holy Grail: Mormonism's Sacred Bloodline. Cedar Fort Inc., 2006. ISBN 978-1-5551-7823-9
- Vern G. Swanson: Soviet Impressionist Painting. Antique Collectors Club, 2007. ISBN 978-1-8514-9549-8
- Donna L. Poulton, Vern G. Swanson, Donald J. Hagerty: Painters of Utah's Canyons and Deserts. Gibbs Smith, Kaysville, Utah, 2009. ISBN 978-1-4236-0184-5
- Mary Muir, Donna L. Poulton, Robert C. Davis, Vern G. Swanson: LeConte Stewart Masterworks. Gibbs Smith, Kaysville, Utah, 2012. ISBN 978-1-4236-2519-3

## Auszeichnungen
Swanson wurde zweimal mit dem Governor's Artist Award des Bundesstaates Utah ausgezeichnet.